# International Robot Exhibition

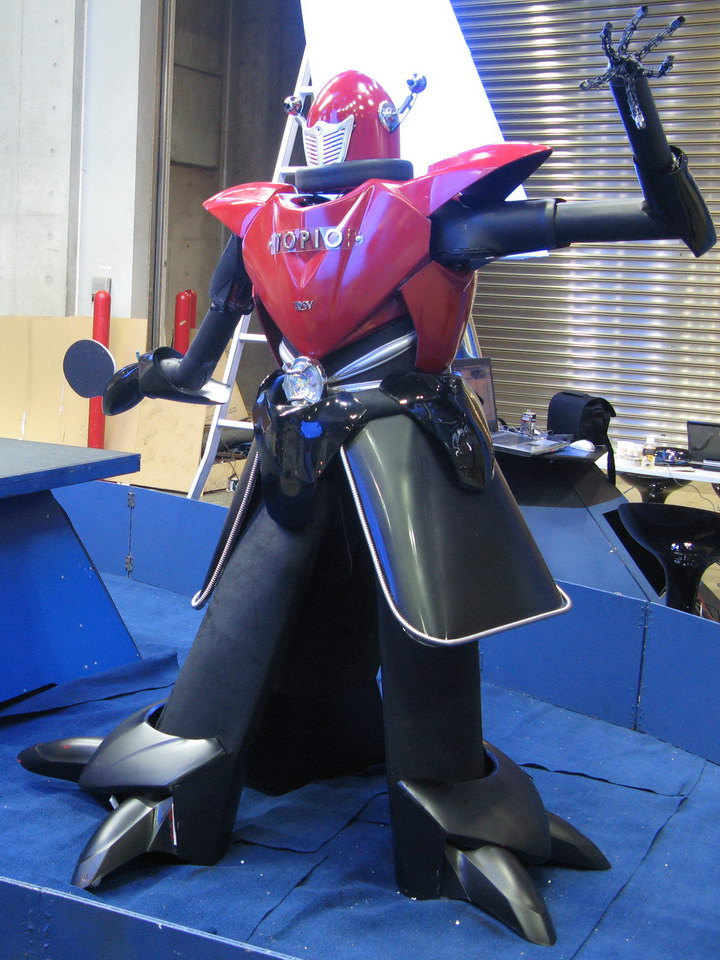
Ping Pong spielender Roboter, Tokyo International Robot Exhibition, 30. November 2007

Die International Robot Exhibition (japanisch 国際ロボット展 Kokusai Robotto-ten) ist die größte Fachmesse für Robotik der Welt. Sie findet alle zwei Jahre in Tokio statt.
Die Aussteller sind zumeist Organisationen und Hersteller und aus dem Bereich Industrie- und Service-Robotik. Gezeigt werden hier Roboter inkl. Zubehör sowie neue Technologien, um den Markt auf diese neuen Entwicklungen aufmerksam zu machen.